# Yusleinis Herrera
Yusleinis Herrera (ur. 12 marca 1984 w Hawanie) – kubańska siatkarka, grająca na pozycji przyjmującej. Od sezonu 2019/2020 występuje w rumuńskiej drużynie CSM Târgoviște.

## Sukcesy klubowe
Mistrzostwo Rumunii:
- 2020

## Sukcesy reprezentacyjne
Volley Masters Montreux:
- 2007

Puchar Panamerykański:
- 2007

Igrzyska Panamerykańskie:
- 2007

Mistrzostwa Ameryki Północnej, Środkowej i Karaibów:
- 2007

Grand Prix:
- 2008